# Alyssum filifolium
Alyssum filifolium är en korsblommig växtart som beskrevs av Göran Wahlenberg. Alyssum filifolium ingår i släktet stenörter, och familjen korsblommiga växter. Inga underarter finns listade i Catalogue of Life.